# 貼紙

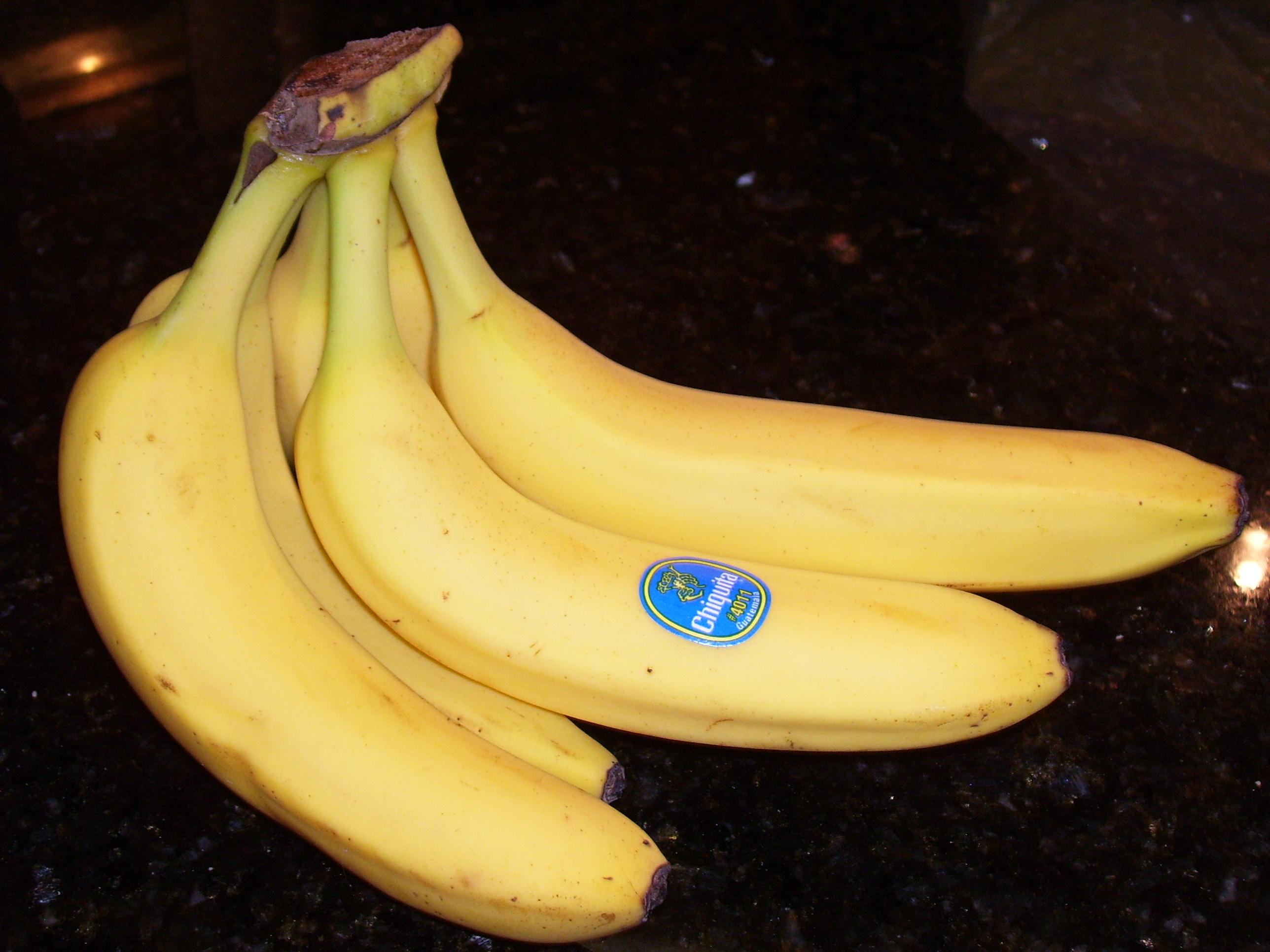
貼紙用作水果的標籤

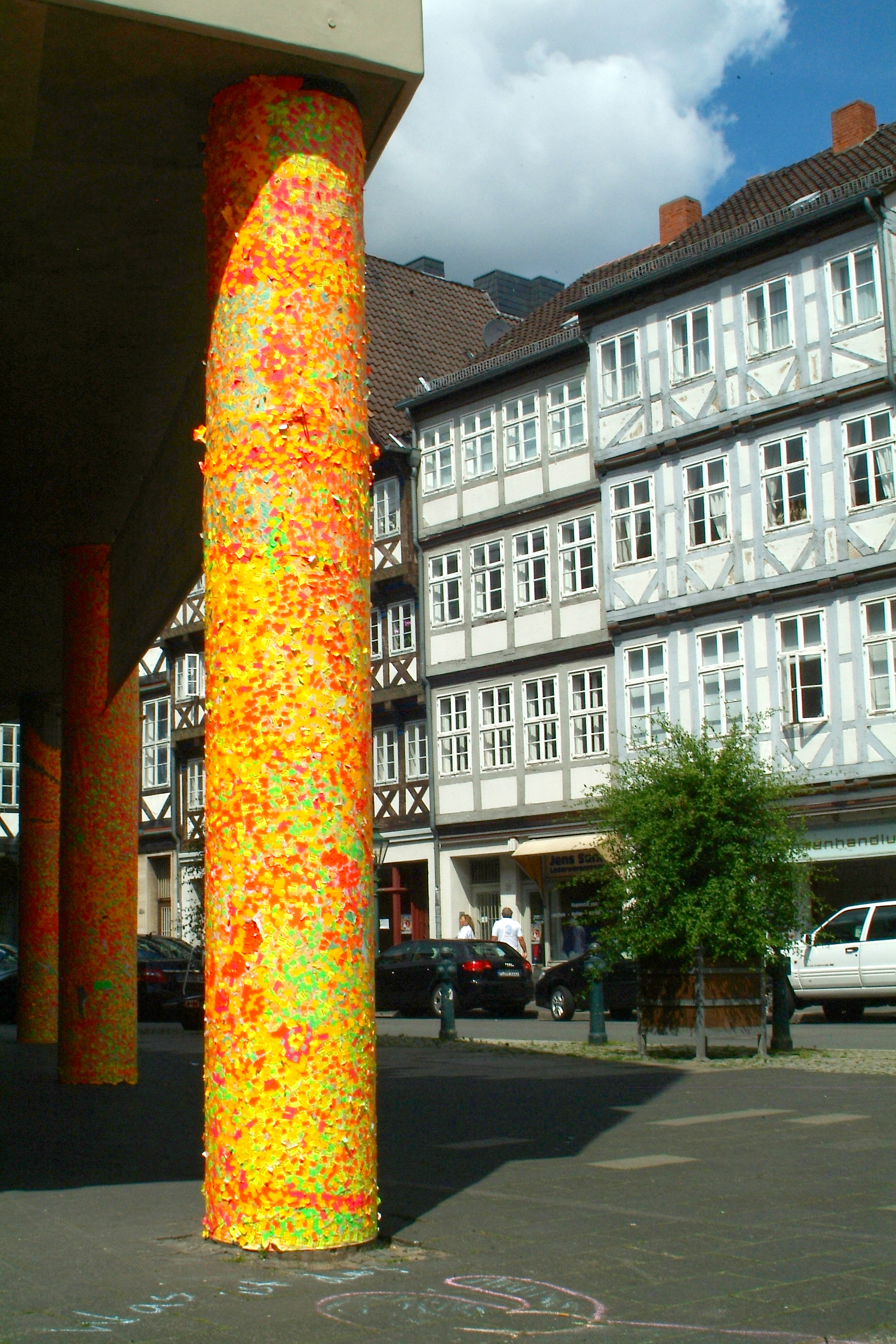
貼紙作為藝術作品

貼紙是一種正面印有有圖片、文字，背面附有黏著性膠質的一種文具，可黏貼於各式的物品上，起初是為做標記使用，但現在有許多人會將不同類型的貼紙作為物品上的裝飾。
近期更推出了許多產製貼紙的方式，將僅限於從工廠中大量產製的方式改以客製化的形式產出，讓一般人也能靠著自製貼紙機就可製作出專屬於自己獨一無二的貼紙。
在科技不断进步的情況下，發展出許多的貼紙種類，進而也將貼紙的用途應用在更多不同的層面上。

## 功能
- 產品標籤：尤其常用在沒有包裝的水果上，顯示價格或產品條碼。有時也用來覆蓋錯誤的產品標示。
- 宣告立場：常貼在車尾保險槓、筆記型電腦、或是吉他上面，用來宣告政治立場或個人愛好。
- 裝飾：例如紋身貼紙
- 防撞：貼在玻璃上，避免人或鳥類因看不見玻璃而撞到
- 藝術創作的素材
- 贈品：許多活動和商品以貼紙作為贈品，例如在美國，參與投票的人可以拿到一張寫有「我投票了」（I voted）的貼紙。

## 歷史
貼紙由艾利丹尼森的創辦人，美國發明家R. Stanton Avery在1935年發明。